# Giro de Italia 1977
El  60º Giro de Italia se disputó entre el 20 de mayo y el 12 de junio de 1977 con un recorrido de 3968 km dividido en un prólogo y 22 etapas, cuatro de ellas dobles,  con inicio en Monte di Procida y final en Milán.
Participaron 140 ciclistas repartidos en 14 equipos de 10 corredores cada uno de los que solo lograron finalizar la prueba 121 ciclistas.
El vencedor absoluto fue el belga Michel Pollentier que cubrió la prueba en 107h 27’ 16’’ a una velocidad media de 36,150 km/h.

## Equipos
| N.    | Cod. | Equipo         |
| ----- | ---- | -------------- |
| 1-10  | BIA  | Bianchi        |
| 11-20 | BRO  | Brooklyn       |
| 21-30 | FIO  | Fiorella       |
| 31-40 | GBC  | GBC            |
| 41-50 | JOL  | Jolly Ceramica |
| 51-60 | KAS  | KAS            |
| 61-70 | FLA  | Flandria       |

| N.      | Cod. | Equipo      |
| ------- | ---- | ----------- |
| 71-80   | MAG  | Magniflex   |
| 81-90   | SAN  | Sanson      |
| 91-100  | SCI  | Scic        |
| 101-110 | SEL  | Selle Royal |
| 111-120 | TEK  | Teka        |
| 121-130 | VIB  | Vibor       |
| 131-140 | ZON  | Zonca       |

## Etapas
| Etapa   | Fecha       | Recorrido                                         | Km  | Ganador de la etapa      | Líder de la clasificación general |
| Prólogo | 20 de mayo  | Monte di Procida                                  | 7,5 | Freddy Maertens          | Freddy Maertens                   |
| 1.ª     | 21 de mayo  | Miseno – Avellino                                 | 175 | Freddy Maertens          | Freddy Maertens                   |
| 2ªa     | 22 de mayo  | Avellino - Foggia                                 | 118 | Rik Van Linden           | Freddy Maertens                   |
| 2ªb     | 22 de mayo  | Foggia - Foggia                                   | 65  | Luciano Borgognoni       | Freddy Maertens                   |
| 3.ª     | 23 de mayo  | Foggia - Isernia                                  | 166 | Simone Fraccaro          | Freddy Maertens                   |
| 4.ª     | 24 de mayo  | Isernia - Pescara                                 | 228 | Freddy Maertens          | Freddy Maertens                   |
| 5.ª     | 25 de mayo  | Pescara - Monteluco                               | 215 | Mario Beccia             | Francesco Moser                   |
| 6ªa     | 26 de mayo  | Spoleto - Gabicce Mare                            | 185 | Freddy Maertens          | Francesco Moser                   |
| 6ªb     | 26 de mayo  | Gabicce Mare - Gabicce Mare                       | 70  | Freddy Maertens          | Francesco Moser                   |
| 7.ª     | 27 de mayo  | Gabicce Mare - Forlì                              | 163 | Freddy Maertens          | Francesco Moser                   |
| 8ªa     | 28 de mayo  | Forlì - Mugello                                   | 103 | Freddy Maertens          | Francesco Moser                   |
| 8ªb     | 28 de mayo  | Mugello - Mugello                                 | 79  | Marino Basso             | Francesco Moser                   |
| 9.ª     | 29 de mayo  | Lucca - Pisa                                      | 25  | Knut Knudsen             | Francesco Moser                   |
| 10.ª    | 30 de mayo  | Pisa - Salsomaggiore Terme                        | 205 | Giacinto Santambrogio    | Francesco Moser                   |
| 11.ª    | 31 de mayo  | Salsomaggiore Terme - Santa Margherita Ligure     | 198 | Claudio Bortolotto       | Francesco Moser                   |
| 12.ª    | 2 de junio  | Santa Margherita Ligure - San Giacomo di Roburent | 160 | Wilmo Francioni          | Francesco Moser                   |
| 13.ª    | 3 de junio  | Mondovì - Varzi                                   | 192 | Giancarlo Tartoni        | Francesco Moser                   |
| 14.ª    | 4 de junio  | Voghera - Vicenza                                 | 247 | Marc Demeyer             | Francesco Moser                   |
| 15.ª    | 5 de junio  | Vicenza - Trieste                                 | 223 | Ercole Gualazzini        | Francesco Moser                   |
| 16ªa    | 6 de junio  | Trieste - Gemona del Friuli                       | 107 | Marc Demeyer             | Francesco Moser                   |
| 16ªb    | 6 de junio  | Gemona del Friuli - Conegliano                    | 116 | Pierino Gavazzi          | Francesco Moser                   |
| 17.ª    | 7 de junio  | Conegliano - Col Drusciè                          | 220 | Giuseppe Perletto        | Michel Pollentier                 |
| 18.ª    | 8 de junio  | Cortina d'Ampezzo - Pinzolo                       | 223 | Gianbattista Baronchelli | Michel Pollentier                 |
| 19.ª    | 9 de junio  | Madonna di Campiglio - San Pellegrino Terme       | 105 | Renato Laghi             | Michel Pollentier                 |
| 20.ª    | 10 de junio | San Pellegrino Terme - Varese                     | 138 | Wilmo Francioni          | Michel Pollentier                 |
| 21.ª    | 11 de junio | Binago - Binago                                   | 29  | Michel Pollentier        | Michel Pollentier                 |
| 22ª     | 12 de junio | Milán - Milán                                     | 122 | Luciano Borgognoni       | Michel Pollentier                 |

## Clasificaciones
| Clasificación general |              |
| --- | ------------ |
| \| 1. Michel Pollentier \| 107h 27' 16" \| \| 2. Francesco Moser \| a 2' 32" \| \| 3. Gianbattista Baronchelli \| a 4' 02" \| \| 4. Alfio Vandi \| a 7' 50" \| \| 5. Wladimiro Panizza \| a 7' 56" \| \| 6. Ronald De Witte \| a 10' 04" \| \| 7. Walter Riccomi \| a 12' 28" \| \| 8. Claudio Bortolotto \| a 13' 41" \| \| 9. Mario Beccia \| a 13' 48" \| \| 10. Wilmo Francioni \| a 16' 11" \| |              |
| 1. Michel Pollentier | 107h 27' 16" |
| 2. Francesco Moser | a 2' 32"     |
| 3. Gianbattista Baronchelli | a 4' 02"     |
| 4. Alfio Vandi | a 7' 50"     |
| 5. Wladimiro Panizza | a 7' 56"     |
| 6. Ronald De Witte | a 10' 04"    |
| 7. Walter Riccomi | a 12' 28"    |
| 8. Claudio Bortolotto | a 13' 41"    |
| 9. Mario Beccia | a 13' 48"    |
| 10. Wilmo Francioni | a 16' 11"    |

### Clasificación de los puntos
| # | Corredor           | Equipo | Puntos |
| - | ------------------ | ------ | ------ |
| 1 | Francesco Moser    | SAN    | 225    |
| 2 | Pierino Gavazzi    | JOL    | 185    |
| 3 | Luciano Borgognoni | VIB    |        |
| 4 | Michel Pollentier  | FLA    | 155    |
| 5 | Wilmo Francioni    | MAG    | 143    |

### Cladificación de la montaña
| # | Corredor           | Equipo | Puntos |
| - | ------------------ | ------ | ------ |
| 1 | Faustino Fernández | KAS    | 675    |
| 2 | Ueli Sutter        | ZON    | 490    |
| 3 | Michel Pollentier  | FLA    | 340    |
| 4 | Mario Beccia       | SAN    | 220    |
| 5 | Renato Laghi       | VIB    | 195    |

### Clasificación de los jóvenes
| # | Corredor           | Equipo | Puntos     |
| - | ------------------ | ------ | ---------- |
| 1 | Mario Beccia       | SAN    | 107.41'04" |
| 2 | Vittorio Algeri    | GBC    | a 7'34"    |
| 3 | Amilcare Sgalbazzi | JOL    | a 11'27"   |